# Раевка (Оренбургская область)
Раевка — упразднённый посёлок в Бугурусланском районе Оренбургской области. На момент упразднения входил в состав сельского поселения Коптяжевский сельсовет. Исключен из учётных данных в 1999 году.

## География
Располагался на реке Холодная, на расстоянии примерно 4 километр к западу от села Коптяжево.

## История
Постановление Законодательного Собрания Оренбургской области от 19.02.1999 № 209/39-ПЗС посёлок исключен из учётных данных.